# Martwa natura: wazon z pięcioma słonecznikami
Martwa natura: wazon z pięcioma słonecznikami (hol. Vijf zonnebloemen in een vaas, ang. Still Life: Vase with Five Sunflowers) – obraz Vincenta van Gogha namalowany w sierpniu 1888 podczas pobytu artysty w miejscowości Arles. Nr kat.: F 459, JH 1560.
Obraz został zniszczony 5-6 sierpnia 1945 przez pożar podczas II wojny światowej. Był częścią kolekcji Koyaty Yamamoto w Japonii.

## Okoliczności powstania
W sierpniu 1888 Vincent van Gogh rozpoczął malowanie serii obrazów, określonych przez badacza jego twórczości, Jana Hulskera, jako dzieła, które „być może bardziej, niż jakiekolwiek inne jego obrazy, uczyniły go sławnym na całym świecie. Są one często jedynymi dziełami, z którymi jest on identyfikowany”. Ta seria obrazów to Sloneczniki . 
Van Gogh zaplanował serię obrazów ze słonecznikami i pracował nad nią z zaangażowaniem w oczekiwaniu na przyjazd do Arles Paula Gauguina. W liście do Émile Bernarda z 21 sierpnia 1888 pisał:
Myślę właśnie o dekoracji mojego studia tuzinem obrazów ze słonecznikami. Dekoracji, na której surowe lub przełamane żółcienie wybuchną na tle różnych błękitów tła, od najbledszego Veronese do błękitu ciemnego, oprawione w cienkie ramy z listew, pomalowane pomarańczową farbą ołowiową.
Zaplanowana seria ok. tuzina obrazów z motywem słoneczników przeznaczona była do powieszenia w "Żółtym Domu", pomyślanym jako wspólne z Gauguinem studio malarskie. Wśród tej serii był również obraz Martwa natura: wazon z pięcioma słonecznikami; artysta wymienił go w napisanym w tym samym czasie liście do brata Theo: 
Maluję właśnie 3 płótna: 1) 3 duże kwiaty w zielonym wazonie, na jasnym tle (rozmiar 15), 2) 3 kwiaty, jeden, który dojrzał i stracił płatki i jeden pąk, na ciemnoniebieskim tle (rozmiar 25), 3) 12 kwiatów i pąków w żółtym wazonie (rozmiar 30). Tak więc ten ostatni będzie jasny na jasnym [tle] i, mam nadzieję, najlepszy. Chyba nie poprzestanę na tym. Mając nadzieję na wspólne mieszkanie z Gauguinem chciałbym zrobić dekorację do tego studio. Tylko wielkie słoneczniki.

## Dzieje obrazu
Po śmierci artysty obraz znalazł się w posiadaniu jego szwagierki Johanny a następnie trafił w ręce marszanda C.M. van Gogha (do 1908). Ok. 20 grudnia 1920 znalazł się w posiadaniu japońskiego kolekcjonera Koyaty Yamamoto (ur. 19 stycznia 1886 – zm. 25 listopada 1963). Obraz van Gogha zakupił on do swojej kolekcji za sumę 20000 yenów; kupno zarekomendował mu jego przyjaciel, Mushanokoji. Obraz wypłynął z Francji na pokładzie parowca Binna 21 maja 1920 i przybił do Japonii ok. 12 grudnia tego samego roku. Na początku 1921 dzieło zostało pokazane po raz pierwszy na dwóch krótkich wystawach, spotykając się, zwłaszcza na drugiej wystawie w Osace, z przychylnym przyjęciem zwiedzających. Na dalszych losach obrazu zaciążyły wielkie ramy, w które był oprawiony. Podczas wystawy w galerii Shinanobashi obraz z powodu ciężkich ram spadł ze ściany, ramy połamały się, a oburzony Yamamoto postanowił już nigdy więcej nie wystawiać dzieła. Te same ramy miały związek z dalszymi, tragicznymi, jak się miało okazać, dziejami obrazu. Yamamoto bardzo się niepokoił o swój obraz pod koniec II wojny światowej, zwłaszcza w obliczu ciężkich bombardowań. Zwrócił się do banku w Osace z prośbą o przechowanie dzieła w jego podziemiach. Bank odmówił, tłumacząc, iż z powodu panującej w nich wilgoci obraz mógłby ulec zniszczeniu. W tej sytuacji kolekcjoner postanowił zatrzymać dzieło w swojej rezydencji w Uchide (dzielnica Ashiyi). 11 maja, 5 i 15 czerwca oraz 5-6 sierpnia Ashiya stała się celem bombardowań lotnictwa amerykańskiego. W ich następstwie ponad 2800 domostw uległo całkowitemu lub częściowemu zniszczeniu, a życie straciło 89 osób. Spłonął również dom Yamamoto, a wraz z nim i obraz Martwa natura: wazon z pięcioma słonecznikami. Trwają spekulacje czy do zagłady obrazu nie przyczyniły się jego ciężkie ramy, które uniemożliwiały przeniesienie go w bezpieczniejsze miejsce.
Sam Yamamoto przeżył bombardowania Ashiyi. Po wojnie zajmował się promowaniem poezji i pisaniem poematów haiku. Ani razu nie wspomniał o swym ulubionym obrazie van Gogha. Zmarł w 1963 w wieku 77 lat.